# Cratere Lisboa
Lisboa  è un cratere sulla superficie di Marte.